# Kay Werner Nielsen
Kay Werner Nielsen, né le 28 mai 1921 à Aarhus au Danemark et mort le 13 mars 2014 à Copenhague, est un coureur cycliste danois. Professionnel de 1948 à 1961, il s'est principalement illustré sur piste, remportant 14 six jours et 13 titres de champion de Danemark de poursuite individuelle.
Nielsen devient ensuite président de la Fédération danoise de cyclisme puis directeur du vélodrome de Copenhague de 1976 à 1983.

## Palmarès sur piste

### Six jours
- 1951 : Copenhague (avec Oscar Plattner)
- 1952 : Copenhague (avec Lucien Gillen)
- 1955 : Copenhague, Aarhus (avec Evan Klamer)
- 1956 : Zurich (avec Gerrit Schulte), Francfort (avec Evan Klamer)
- 1958 : Aarhus, Dortmund, Berlin (avec Palle Lykke)
- 1959 : Francfort, Copenhague (avec Palle Lykke)
- 1960 : Francfort, Zurich (avec Palle Lykke)
- 1961 : Aarhus (avec Palle Lykke)

### Championnats du monde
- 1951 :  Médaillé de bronze de la poursuite
- 1953 :  Médaillé d'argent de la poursuite
- 1956 :  Médaillé de bronze de la poursuite

### Championnats d'Europe
- 1957 :  Médaillé de bronze de course à l'américaine (avec Evan Klamer)
- 1959 :  Médaillé d'argent de course à l'américaine (avec Palle Lykke)

### Championnats nationaux
- Champion de Danemark de poursuite en 1948, 1949, 1950, 1951, 1952, 1953, 1954, 1955, 1956, 1957, 1958, 1959 et 1960

### Autres compétitions
- Grand Prix de Copenhague d'omnium en 1948 et 1950
- Prix du Salon en 1955 (avec Evan Klamer)